# 이브의 사랑
《이브의 사랑》은 2015년 5월 18일부터 같은 해 10월 30일까지 방영된 MBC 아침 드라마이다.

## 기획 의도
친구의 배신으로 모든 것을 빼앗긴 한 여자가 역경을 이겨내고 잃어버린 것을 되찾는 고난 운명 극복기를 그린 드라마.

## 등장 인물

### 주요 인물
- 윤세아(진송아) : (아역 장한나) 이 드라마의 여주인공. 강모의 연인 아내.
- 이재황(구강모) : (아역 이현빈) 이 드라마의 남주인공. 송아의 연인 남편, 구인수&모화경의 양아들, 강민의 이복 형.
- 김민경(강세나)[1] : 이 드라마의 서브 여주인공. 메인 빌런이자 진 주인공이며 동시에 개그 캐릭터. 건우의 아내, 우주의 친모.
- 이동하(구강민)[2] : 이 드라마의 서브 남주인공. 구인수&모화경의 친아들, 강모의 이복 동생.
- 윤종화(차건우) : 세나의 남편, 우주의 친부 ( ~ 35회)

### 송아네
- 양금석(홍정옥) : 송아의 어머니, 제이그룹 전무이사
- 여회현(진도준) : (아역 김지한) - 송아와 현아의 남동생
- 진서연(진현아(켈리 한)) : 송아의 이란성 쌍둥이 동생

### 강모네
- 이정길(구인수) : 이 드라마의 만악의 근원 + 진 최종 보스이자 흑막이며 이 쪽은 강세나보다 더 악한 빌런. 강모&강민의 아버지, 제이그룹 회장 → 해임
- 금보라(모화경) : 강모&강민의 어머니, 광고 모델 출신

### 세나네
- 이경실(오영자 여사) : 세나의 이모
- 임도윤(한라봉) : 오영자의 외동딸

### JH그룹 사람들
- 김태한(홍상수 대리)
- 신바름(김 주임)
- 김단비(박 주임)

### 그 외 인물
- 김영훈(문현수 / 차건식)
- 최성민(김상철 형사)
- 박연준(우주) : 건우&세나의 친아들
- 박초은(구강모 본부장실 비서)
- 오희중, 안소림, 김진욱

### 특별출연
- 이주석(진정한)
- 김미려(역술인)
- 간미연(오빛나)
- 예수정(현미숙)
- 김익태(천 회장)
- 정명준(배 팀장)
- 하연우(구강민 수행비서)
- 안정훈(이동혁)
- 김용명(노숙인)
- 공재원(강세나가 입원한 병원 주치의)

## 참고 사항
- 고부 갈등을 묘사하면서 막말 사용, 며느리의 머리채를 잡고 흔드는 장면, 얼굴에 음식을 끼얹는 장면 등을 방송하여 방송통신심의위원회로부터 '주의' 조치를 받았다.[3]
- 악녀 역할을 맡은 김민경의 코믹 연기가 갈수록 과장되었다는 지적이 있었다.[4]
- 윤종화와 이재황은 MBC 아침드라마 《내 손을 잡아》에 이어 두 번째로 호흡하였다.